# FHFA House Price Index

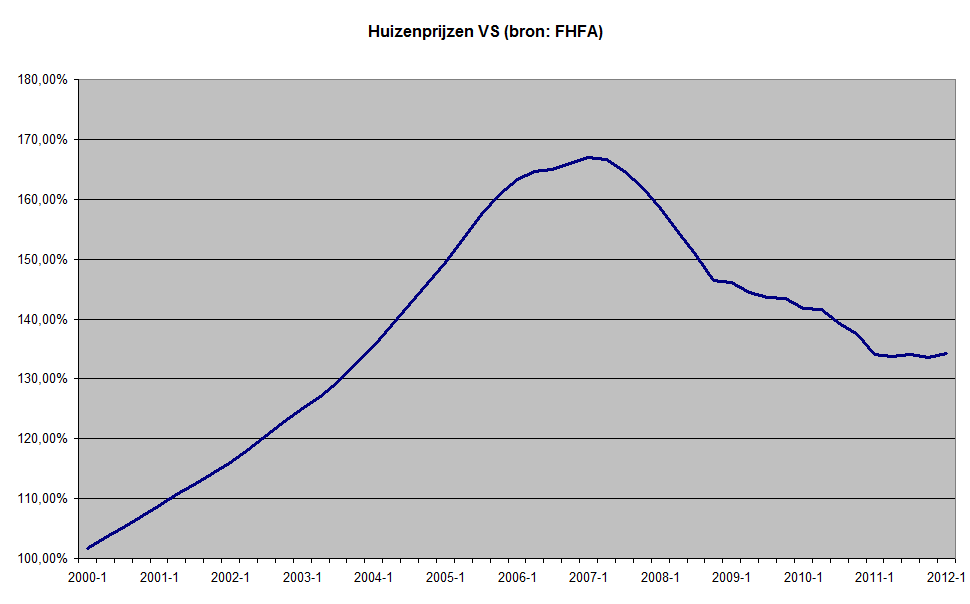
FHFA House Price Index seit 2000

Der FHFA House Price Index, früher OFHEO House Price Index, von der Federal Housing Finance Agency (FHFA) berechnet, ist ein US-amerikanischer Immobilienindex.

## Konzept
Der FHFA House Price Index spiegelt die Preisentwicklung von US-Einfamilienhäusern wider und wird von der Federal Housing Finance Agency (FHFA) veröffentlicht. Die Bundeshausfinanzierungsagentur ist die Aufsichtsbehörde der Hypothekenfinanzierer Fannie Mae und Freddie Mac. Sie entstand am 30. Juli 2008 aus der Verschmelzung der Behörden Office of Federal Housing Enterprise Oversight (OFHEO) und Federal Housing Finance Board (FHFB).
Der FHFA House Price Index ist nach dem Case-Shiller-Index der wichtigste Immobilienindex in den USA. Er wird für verschiedene Teilmärkte monatlich und quartalsweise berechnet. Die Einzelindizes bilden seit 1975 die Preisentwicklung auf vier Aggregationsebenen ab. Neben einem bundesweiten Wohnimmobilienindex werden die Indizes auf der Ebene von 4 Regionen (Westen, Mittlerer Westen, Süden und Nordosten), 9 US Census Divisions, den 50 US-Bundesstaaten und dem District of Columbia sowie von rund 300 Metropolregionen veröffentlicht.
In die Berechnung des Index fließen die Verkaufspreise von Häusern ein, deren Hypotheken von Freddie Mac und Fannie Mae gekauft oder garantiert wurden. Der FHFA House Price Index bildet die ländlichen Gebiete besser ab als der Case-Shiller-Index, der sich auf Immobilien in Ballungsgebieten mit entsprechenden hohen Preisen konzentriert. Ein Nachteil aller Hauspreisindizes ist, das sie zwar detailliert sind aber aufgrund der Datenmenge erst 2 Monate nach Abschluss des Untersuchungszeitraumes veröffentlicht werden. Hauspreisindizes haben eine leicht negative Korrelation mit Aktien und Anleihen, sowie eine leicht positive Korrelation mit Rohstoffen und Real-Estate-Investment-Trusts (REITs). Die Korrelation mit REITs ist gering.
Die Finanzmärkte reagieren sensibel auf unerwartete Veränderungen des Index, er wird als Indikator für die Entwicklung am US-amerikanischen Immobilienmarkt empfunden. FHFA House Price Index, Case-Shiller-Index oder NAHB/Wells Fargo Housing Market Index gehören zur Gruppe der Indikatoren, deren Entwicklung die Aktienindizes erkennbar beeinflussen.

## Zusammensetzung

### Überblick
Der nationale FHFA House Price Index gliedert sich in folgende Einzelindizes.
- Census Division East North Central (ENC), Region Midwest, zugehörige Bundesstaaten: Indiana, Illinois, Michigan, Ohio, Wisconsin
- Census Division East South Central (ESC), Region South, zugehörige Bundesstaaten: Alabama, Kentucky, Mississippi, Tennessee
- Census Division Middle Atlantic (MA), Region Northeast, zugehörige Bundesstaaten: New Jersey, New York, Pennsylvania
- Census Division Mountain (MO), Region West, zugehörige Bundesstaaten: Arizona, Colorado, Idaho, Montana, Nevada, New Mexico, Utah, Wyoming
- Census Division New England (NE), Region Northeast, zugehörige Bundesstaaten: Connecticut, Maine, Massachusetts, New Hampshire, Rhode Island, Vermont
- Census Division Pacific (PAC), Region West, zugehörige Bundesstaaten: Alaska, Hawaii, Kalifornien, Oregon, Washington
- Census Division South Atlantic (SA), Region South, zugehörige Bundesstaaten: Delaware, District of Columbia, Florida, Georgia, Maryland, North Carolina, South Carolina, Virginia, West Virginia
- Census Division West North Central (WNC), Region Midwest, zugehörige Bundesstaaten: Iowa, Minnesota, Missouri, Kansas, Nebraska, North Dakota, South Dakota
- Census Division West South Central (WSC), Region South, zugehörige Bundesstaaten: Arkansas, Louisiana, Oklahoma, Texas

### Census Divisions im Vergleich
Die Tabelle zeigt die Höchst- und Tiefststände in den Census Divisions während der Immobilienkrise.
| Census Division    | Höchststand | Datum     | Tiefststand | Datum     | Veränderung in % |
| ------------------ | ----------- | --------- | ----------- | --------- | ---------------- |
| East North Central | 195,57      | Jan. 2007 | 158,99      | März 2011 | −18,70           |
| East South Central | 200,97      | Juni 2007 | 179,97      | März 2011 | −10,45           |
| Middle Atlantic    | 223,76      | Apr. 2007 | 196,45      | Feb. 2012 | −12,21           |
| Mountain           | 295,18      | März 2007 | 199,68      | Apr. 2011 | −32,35           |
| New England        | 236,54      | Nov. 2005 | 199,22      | März 2011 | −15,78           |
| Pacific            | 281,36      | Mai 2006  | 169,14      | Feb. 2012 | −39,88           |
| South Atlantic     | 243,45      | Feb. 2007 | 177,15      | Apr. 2011 | −27,23           |
| West North Central | 216,83      | Feb. 2007 | 191,68      | Feb. 2011 | −11,60           |
| West South Central | 199,63      | Dez. 2007 | 191,93      | Feb. 2011 | −3,86            |
| Gesamtmarkt        | 227,28      | Apr. 2007 | 181,36      | März 2011 | −20,20           |

## Geschichte

### Historischer Überblick
Der nationale FHFA House Price Index startete im Januar 1991 bei 100 Punkten. In den folgenden Jahren stieg der Wert der Wohnimmobilien in den USA beständig. Im April 2007 erzielte der Index mit 227,28 Punkten ein Allzeithoch. Somit stiegen die Hauspreise im gesamten Zeitraum um 127,3 Prozent. Hierbei ist zu beachten, dass sich alle Daten auf die nominalen Preise in US-Dollar des jeweiligen Erhebungszeitraumes beziehen, also nicht inflationsbereinigt sind.
Eine lange Preissteigerungsphase im Immobilienmarkt hatte sich in den USA zu einer Immobilienblase entwickelt. Mit den fallenden Immobilienpreisen wurde die Finanzkrise ab 2007 akut. Gleichzeitig konnten immer mehr Kreditnehmer ihre Kreditraten nicht mehr bedienen, teils wegen steigender Zinsen, teils wegen fehlender Einkommen. Zunächst waren von diesen Problemen im Immobilienbereich in erster Linie Subprime-Kredite betroffen, die überwiegend an Kreditnehmer mit geringer Bonität vergeben worden waren. Die Spekulationsblase platzte. Die Banken blieben auf ihren Krediten sitzen.
Die Immobilienkrise veranlasste die US-Regierung 2008 die Kontrolle über die beiden größten Hypothekenbanken der USA, Fannie Mae und Freddie Mac, zu übernehmen. Es kam zu Kursstürzen an den globalen Aktienmärkten. Weil durch den Weiterverkauf fauler Kredite (Verbriefung) diese in aller Welt verstreut waren, weitete sich die Krise durch die enge Verzahnung der Einzelwirtschaften und Finanzströme global aus. Im Verlauf der Finanzkrise sank der FHFA House Price Index im November 2008 mit 197,36 Punkten erstmals seit Dezember 2004 unter die Grenze von 200 Punkten.
Im März 2011 fiel der Index mit 181,36 Punkten auf den tiefsten Stand seit Dezember 2003. Seit dem Allzeithoch im April 2007 betrug der Rückgang der nationalen Hauspreise somit 20,2 Prozent. Grund für den Rückgang waren der Verfall der Eigenheimpreise und eine Rekordzahl von Zwangsvollstreckungen, die die Preise auf dem Immobilienmarkt in den USA drückten.

### Jährliche Entwicklung
Die Tabelle zeigt die Entwicklung der saisonbereinigten Daten des nationalen FHFA House Price Index seit 1991.
| Jahr  | Höchststand | Tiefststand | Schlussstand |
| ----- | ----------- | ----------- | ------------ |
| 1991  | 101,95      | 100,00      | 101,95       |
| 1992  | 104,50      | 102,33      | 104,42       |
| 1993  | 107,68      | 104,20      | 107,68       |
| 1994  | 110,52      | 108,00      | 110,51       |
| 1995  | 113,83      | 110,85      | 113,83       |
| 1996  | 117,03      | 114,27      | 117,03       |
| 1997  | 121,06      | 117,18      | 121,06       |
| 1998  | 128,20      | 121,43      | 128,20       |
| 1999  | 136,10      | 128,97      | 136,10       |
| 2000  | 145,85      | 137,55      | 145,85       |
| 2001  | 155,66      | 146,79      | 155,66       |
| 2002  | 167,84      | 156,59      | 167,84       |
| 2003  | 181,26      | 168,86      | 181,26       |
| 2004  | 199,87      | 182,56      | 199,87       |
| 2005  | 219,68      | 201,24      | 219,68       |
| 2006  | 225,45      | 221,22      | 225,45       |
| 2007  | 227,28      | 218,75      | 218,75       |
| 2008  | 216,65      | 197,36      | 197,56       |
| 2009  | 199,59      | 193,89      | 193,89       |
| 2010  | 193,91      | 186,11      | 186,11       |
| 2011  | 184,74      | 181,36      | 183,47       |
| 2012¹ | 189,76      | 182,48      |              |

¹ 30. Juni 2012